# Hydrornis soror
La pita lomiazul (Hydrornis soror) es una especie de ave paseriforme de la familia Pittidae que vive en el sudeste asiático y sur de China. 

## Distribución
Se encuentra en el sur y este de Indochina y también en el sur de China, incluida la isla de Hainan, distribuido además por Camboya, Vietnam, Laos y las regiones fronterizas de Tailandia con estos últimos. Su hábitat natural son las selvas tropicales y subtropicales de regiones cercanas a la costa.